# Louis Jules Peitavin
Pour les articles homonymes, voir Peytavin.
Louis Jules Peitavin, souvent orthographié Peytavin, né le 22 décembre 1814 à Montpellier et mort le 1er novembre 1873 dans cette même ville, est un général de division français, qui a notamment commandé pendant la guerre franco-allemande de 1870.

## Biographie
Il entre à l'école spéciale militaire de Saint-Cyr en 1834. Il combat en Algérie à partir de 1836, notamment lors du siège de Constantine en 1837. Il est cité à l'ordre de la division en 1841 pour son comportement lors d'un combat contre les Oulad-Salem dans la région de Constantine.
En juin 1848, il est détaché du 61e régiment d'infanterie de ligne pour devenir capitaine adjudant-major à la nouvelle Garde républicaine de Paris. Lors des journées de Juin, il participe aux combats contre les insurgés. Après avoir remplacé son commandant tué, il est promu chef de bataillon en août.
De juillet à décembre 1855, il commande la légion de gendarmerie d'Afrique, c'est-à-dire les gendarmes déployés en Algérie. En 1859, il est nommé colonel de la gendarmerie de la Garde impériale.
Il est élevé au grade de général de brigade par décret du 22 décembre 1864 et est nommé inspecteur général de la Gendarmerie en 1865. Il est cette même année nommé commandeur de la Légion d'honneur.
En 1870, il commande la subdivision du Loiret. Il reçoit, le 20 septembre 1870, le commandement de la 1re brigade de la 3e division du 15e corps d'armée de l'armée de la Loire, puis de la 3e division elle-même. Il se distingue lors de l'assaut qu'il mène avec sa division lors de la bataille de Coulmiers le 9 novembre. Il est nommé général de division par décret du 14 novembre 1870. Le 10 décembre 1870 pour retarder l'invasion prussienne sur la ville de Blois, il ordonne de faire sauter une arche du Pont Jacques-Gabriel. Il prend le commandement du 15e corps en janvier 1871.